# Mariusz Szwonder
Mariusz Szwonder (ur. 1977) – polski surdopedagog i polonista, autor bajek i wierszy dla dzieci, członek Stowarzyszenia Autorów Polskich, fotograf, kompozytor (pod pseudonimem M-ARIO). Współpracuje z wieloma artystami (m.in. Piotr Fronczewski, Jerzy Stuhr, Krystyna Czubówna, Radosław Pazura, Cezary Żak, Ewa Chotomska). Jego twórczość obecna jest w podręcznikach z zakresu edukacji wczesnoszkolnej. Tworzy również pomoce logopedyczne i materiały do nauki języka angielskiego dla osób dorosłych.

## Wybrane publikacje
- 2016: Mały świat Wydawnictwo Stowarzyszenie Autorów Polskich, ISBN 978-83-64784-52-1
- 2019: Nowy mistrz wymowy, Małgorzata Korbiel, Mariusz Szwonder, Ridero IT Publishing, ISBN 978-83-8189-363-3
- 2019: Zagadkownik
- 2019: Tongue twisters. Połam swój język angielski, Mariusz Szwonder, Magdalena Sobiech, Nadezhda Popova
- 2020: 1001 marzeń Ewa Chotomska, Mariusz Szwonder, Wydawnictwo Psychoskok, ISBN 978-83-8119-633-8.
- 2023: Pomału żaba żuła mop[3]